# Аунер, Арвид
Арвид Аунер (нем. Arvid Auner; род. 31 января 1997, Грац) — австрийский сноубордист, выступающий в параллельных дисциплинах, двукратный серебряный призёр чемпионатов мира в параллельном слаломе. Обладатель Кубка мира в параллельном слаломе в сезоне 2024/2025 годов. Победитель и призёр этапов Кубка мира.

## Карьера
Аунер в сезоне 2014/15 годов дебютировал на этапах Кубка мира по сноуборду.
В 2023 году на чемпионате мира в Бакуриани в параллельном слаломе стал серебряным призёром, уступив в финале своему более именитому соотечественнику Андреасу Проммеггеру.
В сезоне 2024/25 годов завоевал кубок мира в параллельном слаломе.
В 2025 году на чемпионате мира по сноуборду завоевал свою вторую серебряную медаль в параллельном слаломе.

## Результаты на крупнейших соревнованиях

### Чемпионаты мира
| Чемпионат мира | Параллельный слалом | Параллельный гигантский слалом | Командный параллельный слалом |
| -------------- | ------------------- | ------------------------------ | ----------------------------- |
| 2023 Бакуриани | 2                   | -                              |                               |
| 2025 Энгадин   | 2                   | -                              |                               |